# Montare
Montare (dall'inglese to mount), in informatica, indica quel processo logico di preparazione di un file system (di un dispositivo esterno di memorizzazione o di una partizione del disco rigido) teso a renderlo accessibile al sistema operativo della macchina in uso, tipicamente leggendo dalla memoria certi indici delle strutture dati precedentemente letti dal dispositivo di memoria di massa. 
Il termine richiama un periodo nella storia dell'informatica quando un operatore doveva fisicamente inserire (montare) un nastro magnetico o un disco fisso su un perno prima di usarlo. Ad oggi il processo di montaggio è ben distinto ovvero segue quello di collegamento fisico del dispositivo su cui il file system è presente.

## Descrizione
In termini pratici e non specialistici, l'effetto del montare una partizione o un volume è quello di essere identificati attraverso una lettera del file system e di conseguenza di renderli visibili e selezionabili in uno strumento qualsiasi di "esplora risorse".
D'altra parte i sistemi operativi o talune applicazioni configurano volutamente alcune partizioni perché siano non montate, per ragioni di sicurezza e pulizia di consultazione delle risorse.

### Dispositivi montabili
Tra i dispositivi montabili, oltre ad altre eventuali partizioni del disco rigido interno, abbiamo dispositivi esterni di memorizzazione quali penne USB, hard-disk esterni, floppy-disk, CD-Rom.
Tutte le altre periferiche esterne del computer non si dicono montate, in quanto non sono supporti di memorizzazione che ospitano un file system, ma vengono dette semplicemente collegate (via cavo o wireless), riconosciute ed operative o meno dal sistema operativo attraverso i rispettivi driver.

## Nei sistemi operativi

### Unix e Unix-like
Nei sistemi Unix-like, il punto di montaggio o punto di mount è il posto nella struttura di directory del sistema operativo dove appare il file system montato. Per esempio, molte moderne distribuzioni Linux montano automaticamente un CD drive come /media/cdrom, in modo che il contenuto del CD drive appaia nella cartella /media/cdrom.
Normalmente solo l'utente amministratore root può montare un nuovo file system usando il comando mount, ma esiste la possibilità di estendere questa possibilità per permettere ai normali utenti di montare dei media rimovibili, utilizzando pacchetti appositi come pmount.

### Microsoft Windows
L'equivalente di montare in Microsoft Windows è noto come mapping a drive. In questi sistemi, tutti i file e le cartelle disponibili al sistema operativo e i suoi utenti si trovano in posizioni relative alla cartella radice (\), sia se quelle cartelle sono sulla stessa macchina che non lo siano.
Anche il file system NTFS 3 di Microsoft  supporta i Volume Mount Point mediante l'uso di NFTS reparse point, ciò permette di montare volumi, oltre che normali lettere (per esempio: C:, E:), in arbitrarie posizioni internamente al file system.